# 向阳桥街道
向阳镇，是中华人民共和国湖南省衡陽市衡南县下辖的一个乡镇级行政单位。

## 行政区划
向阳镇下辖以下地区：
水口社区、街道社区、向阳社区、疆塘社区、黄狮塘社区、向阳村、水口村、和平村、祝山村、苏湖村、车荷村、莲蓬村、彭祠村、竹冲村、安福村、良石村、洞清村、金台村、日升村、天竹村、连塘村、界牌村、雅田村、团结村、灵觉村、黄狮村、湘江村、渔市村、朝阳村、资富村、堰头村、高岭村和大岭村。

## 交通
- 京广铁路：向阳桥站